# Портрет Михаила Ивановича Понсета
«Портрет Михаила Ивановича Понсета» — картина Джорджа Доу и его мастерской из Военной галереи Зимнего дворца.
Картина представляет собой погрудный портрет генерал-майора Михаила Ивановича Понсета из состава Военной галереи Зимнего дворца.
С начала Отечественной войны 1812 года полковник Понсет числился в Свите Его Императорского Величества и находился при Главной квартире Дунайской армии. На Волыни сражался против австро-саксонского вспомогательного корпуса. В Заграничных походах 1813—1814 годов состоял для поручений при М. С. Воронцове, в сражении при Гросберене был ранен и за отличие произведён в генерал-майоры; в кампании 1814 года во Франции, ещё не оправившись от ран, командовал пехотной бригадой в сражении под Краоном.
Изображён в генеральском мундире, введённом для пехотных генералов 7 мая 1817 года, в руках держит генеральскую шляпу-двууголку. Справа на груди крест ордена Св. Георгия 4-го класса и серебряная медаль «В память Отечественной войны 1812 года» на Андреевской ленте. С тыльной стороны картины надпись: Ponsette. Также на портрете должны быть изображены отсутствующие кресты орденов Св. Анны 2-й степени и Св. Владимира 3-й степени — ими Понсет был награждён в 1810 и 1813 годах. Подпись на раме: М. И. Понсет 1й, Генералъ Маiоръ.
7 августа 1820 года Комитетом Главного штаба по аттестации Понсет был включён в список «генералов, заслуживающих быть написанными в галерею» и 17 октября 1822 года император Александр I приказал написать его портрет. Гонорар Доу был выплачен 16 октября 1826 года и 15 января 1828 года. Готовый портрет был принят в Эрмитаж 21 января 1828 года. Поскольку предыдущая сдача готовых портретов в Эрмитаж произошла 8 июля 1827 года, то портрет Понсета можно считать написанным между этими датами.
В 1848 году в мастерской Карла Крайя по рисунку И. А. Клюквина с портрета была сделана датированная литография, опубликованная в книге «Император Александр I и его сподвижники» и впоследствии неоднократно репродуцированная.